# Шмулевич Менахем Мендель
Шмулевич Менахем Мендель (у Палестині відомий як Менахем Шмуелі, літературний псевдонім МАМШИ, народився 1879 в Носівці Чернігівської губернії — помер 25 травня 1911, Двір Кінерет) — халуц (першопроходець, піонер), журналіст. Один з героїв Другої алії (1904—1914), яка створила всі соціальні та економічні інститути сучасного Ізраїлю.

## Життєпис
Народився в Носівці і патріархальній багатодітній єврейській сім'ї, він четвертий з восьми дітей. Його батько був торговцем тканиною.
Через погану поведінку вигнали з хедера (початкова єврейська школа), до 13 років вчився дома. На кілька років підлітка відправили до рідних в Курськ, де він вступив до гімназії, у 1896 році пройшов державні іспити на атестат зрілості з відзнакою. На чотири роки пішов в армію, служив в кавалерії. Після демобілізації кілька років працював учителем в околицях Чернігова (мабуть тому, що батьківський дім був у Носівці).
Після погромів 1905 року виїхав до Палестини. У Чернігівському обласному архіві збереглося донесення поліції про те, що «починаючи з 21 жовтня виникли єврейські погроми в 20 селах Ніжинського повіту, причому серйозний погром був у містечку Носівці, де були розбиті всі єврейські крамниці та квартири».
У нього по приїзді зовсім не було грошей. Працював як поденник у садах поселення Реховот (нині це місто з населенням до 140 тис. осіб). У 1906 р. вступив у групу каменотесів художньої академії «Бецалель». Керівник школи Борис Шац — визначний європейський художник — створює комуну. Менахем Шмуелі — один з перших комунарів (навчання необхідно поєднувати з працею). Комунарів в Єрусалимі називають комуністами. Живуть вони в дерев'яних бараках на території абіссінської церкви. По суботах їздять на екскурсії (в шабат поїздки неможливі для юдеїв Єрусалима). Шмуелі писав, що Єрусалим — це місто мертвих, яке вміє молитися і плакати, але комунари повернуть його до життя і навчать радіти.
Він стає кореспондентом першої в Палестині єврейської робітничої газети «Хапоель Хацаір» (Молодий робітник). Один з творців відділення партії «Хапоель Хацаір» в Єрусалимі. Брав участь у партійних зустрічах, дискусіях і конференціях. Це був час перших. Шмуелі писав звіти в газету про перший страйк робітників у Палестині, про боротьбу жінок за рівноправність, першим порушив питання про становище робітників і фемінізм. «Єврейський труд на єврейській землі», — таким було гасло халуцим (першопрохідців). У 1910 році МАМШИ задумав ідею створення ферми сільськогосподарських робітниць та у своїй феміністській статті «Питання робітника Галілеї», опублікованій в 1910 році, написав:
«Так само, як ми вживаємо заходи для виховання сільськогосподарських працівників, необхідно вжити заходів для навчання працівників сільського господарства, одним з перших засобів є створення відділу з вирощування тварин, птиці та ін.».
Перша така жіноча група була створена на Фермі Кінерет в 1911 р. через кілька місяців після загибелі Шмуелі.
Літературний псевдонім МАМШИ складено з букв його імені; саме слово «мамаш» івритом означає «справжній».
Відрахований із академії через слабкі легені. Лікар рекомендував повернутися до України, де клімат краще. Вирішив залишитися. Працює охоронцем, розчищає поля від каменів і чагарнику. У 1909 р. стає помічником інженера Джозефа Трейделя (1978—1927), який за пропозицією барона Ротшильда з 1898 р. проводить топографічні та геодезичні роботи в Палестині, робить опис всіх куплених земель.
Того ж 1909 року головний агроном ферми Кінерет («Ферма (Двір) Кінерет» — перша сільськогосподарська ферма, де навчали основ сільського господарства) Моше Берман укладає договори з чотирма халуцим (халуц — піонер, першопроходець): Бен Ціон Чорноморський, Давид Добрянський, Моше Інгеберман і його друг Менахем Шмуелі (разом працювали каменотесами в Єрусалимі). За договором кожен отримує 15 дунам землі (1,5 га), насіння кукурудзи, бавовни, овочів. В очікуванні щасливого часу, коли вони поїдуть продавати урожай в Тверію, молоді люди купують човен і називають її «Чорноморський флот», обігруючи в назві прізвище Чорноморського. Вони катаються ночами по озеру Кінерет і річці Йордан, виспівують пісні. Мріють про щасливе майбутнє. А днем — працюють на полі, висаджують евкаліпти, щоб осушити болота, хворіють на малярію. На кухні працюють по черзі. У Менахема був фірмовий рецепт приготування улюбленої маминої страви: рисова каша з родзинками. Він пояснював: ставиш каструлю з рисом на примус і танцюєш хору до тих пір, поки не відчуєш запах готової страви. Разом з Ноєм Нафтульскім із Сновська і Бен-Ціон Ісраелі (Чорноморським) із Глухова був одним з перших, хто впроваджував в Палестині зрошуване землеробство (до цього часу прийнято було користуватися звичайним сезонним поливом).
Загинув 25 травня 1911 р. Офіційна версія, запропонована англійським лікарем — інсульт. Але його рот був забитий землею, зняті черевики стояли біля тіла. Так вбивали бедуїни. Вони душили зустрінутого незнайомця, засипали землею його рот; знімали черевики, що вважалося приниженням багатого (бідні обходилися без взуття). Розслідування не проводилося.
Його могила стала першою на кладовищі Кінерет. Напис на могилі: «втілив ідеали халуцим, найкращий з усіх».
Рада Галілеї у 1912 р. вирішила щорічно відзначати день пам'яті Менахема Шмуелі. На пагорбі, де він любив гуляти, друзі висадили евкаліптовий гай на пам'ять про Менахема.
Некрологи опублікували всі єврейські газети Палестини. «Він був особливим, унікальним», — написав кумир ишува письменник Хаїм Бреннер
(11.09.1881, Нови Млини Чернігівської губ. — 2.05.1921, Яффо, Ізраїль).
У 1961 році було видано книгу, що містить відібрану колекцію творів МАМШИ: приватні щоденники та статті.